# 琉球在番奉行
琉球在番奉行（日语：／），是日本江戶時代薩摩藩派駐琉球的役職者，起到監督並間接管理琉球內政的作用。其职能类似于西方从宗主国派往保护国的驻扎官和清朝派往藩部的駐紮大臣。
1609年慶長琉球之役後，琉球成為薩摩藩的附屬國。1628年（寬永5年），薩摩藩向琉球派駐在番奉行，以監視和干涉琉球的內政。第一任在番奉行為本田親政（本田伊賀守）。在番奉行及其附役一般約20人左右，負責處理薩琉之間的公務並管理貿易實務。其所住的役所為在番奉行所，設在那霸，被琉球人稱為在番假屋（ザイバンカイヤ）、大假屋（ウフカイヤ），其遺址位於今日沖繩縣那霸市西1-2-16。琉球王府負責與在番奉行所交往的相關官職一般由那霸士族所壟斷。
由於琉球是薩摩藩的附屬國，在番奉行所事實上起到了監視和干涉琉球內政的作用。琉球歷史上著名的八重山吉利支丹事件、北谷惠祖事件、平敷屋友寄事件以及牧志恩河事件，都有在番奉行所插足。
明治維新後，薩摩藩遭到廢藩置縣的處置，改為鹿兒島縣。次年，日本明治政府宣佈改琉球國為琉球藩，原由薩摩藩設立的在番奉行所亦被改為日本中央政府的外務省和內務省出張所。1879年，在明治政府廢除琉球藩並設置沖繩縣後，原在番奉行所的舊址一度被作為臨時縣廳，直到1920年才搬到今日那霸市的泉崎現址。
在番奉行所留有文獻《御假屋守日記》，是研究薩琉關係的重要史料。

## 相關官職
- 大島代官
- 喜界島代官
- 德之島代官
- 沖永良部代官

## 相關連結
- 御仮屋守日記　沖縄県立博物館
- 薩摩藩職制その4